# Rudi Blass
Rudi Blass (* 23. September 1906 in Euskirchen; † 1. Juli 1976) war ein deutscher Kommunalpolitiker und Landrat (CDU).

## Leben und Beruf
Nach dem Schulbesuch absolvierte er eine Ausbildung und war danach in Euskirchen als selbstständiger Bauunternehmer tätig.
Er war verheiratet.

## Abgeordneter
Dem Kreistag des Kreises Euskirchen gehörte er vom 15. November 1956 bis zum 1. Juli 1976 an. 
Von 1953 bis 1960 war Blass Mitglied der Landschaftsversammlung des Landschaftsverbandes Westfalen-Lippe.

## Öffentliche Ämter
Vom 15. November 1956 ununterbrochen bis zu seinem Tod am 1. Juli 1976 war er Landrat des Kreises Euskirchen.
Blass war in verschiedenen Gremien des Landkreistages Nordrhein-Westfalen tätig. Außerdem war er Mitglied im Vorstand des Rheinischen Sparkassen- und Giroverbandes.

## Sonstiges
Am 6. Dezember 1968 wurde Blass das Bundesverdienstkreuz I. Klasse verliehen. 